# Мива, Тэцудзи
Тэцудзи Мива (яп. 三輪 哲二 Miwa Tetsuji, род. 10 февраля 1949) — японский математик, лауреат премий.

## Биография
Родился 10 февраля 1949 года в Токио. В 1971 году закончил Токийский университет, в 1973 году там же защитил диссертацию.
В 1998 году был пленарным докладчиком Международного конгресса математиков.

## Награды
- Приз Японского математического общества[англ.] (1987)
- Премия Асахи (1999)
- Премия Дэнни Хайнемана в области математической физики (2013)